# Chaos Theory
Chaos Theory è un film del 2007 diretto da Marcos Siega.

## Trama
L'ossessivo e meticoloso Frank scopre di essere sterile dopo che la moglie lo ha sospettato di tradimento. Il suo migliore amico, lo scapestrato Buddy, capisce subito di essere il padre della figlia che Frank ha sempre creduto sua.